# Lizel Moore
Lizel Moore (Bloemfontein, 29 de junho de 1978) é uma triatleta profissional sul-africana. 

## Carreira
Lizel Moore competidora do ITU World Triathlon Series, disputou os Jogos de Sydney 2000, terminando em 30º.